# Berestoveț, Kostopil
Berestoveț (în ucraineană Берестовець) este un sat în comuna Holovîn din raionul Kostopil, regiunea Rivne, Ucraina.

## Demografie
Componența lingvistică a localității Berestoveț
     Ucraineană (97,65%)
     Alte limbi (0,49%)
Conform recensământului din 2001, majoritatea populației localității Berestoveț era vorbitoare de ucraineană (97,65%), existând în minoritate și vorbitori de alte limbi.